# Randolph (Nowy Jork)
Randolph – miasto w Stanach Zjednoczonych, w stanie Nowy Jork, w hrabstwie Cattaraugus.